# Allée couverte de la Forge
L'allée couverte de la Forge appelée aussi allée couverte du Clos-ès-Pierre, est un monument mégalithique, du Néolithique, qui se dresse sur le territoire de la commune française de Bretteville, dans le département de la Manche, en région Normandie.
Le monument est classé aux monuments historiques.

## Localisation
L'allée couverte est située au lieu-dit de Brettefey, près du hameau de la Forge, sur la commune de Bretteville, dans le département français de la Manche.

## Historique
Lors de fouilles importantes effectuées en 1969, furent mis au jour des silex taillés, des fragments de poteries, des éléments de parure, une hache polie en grès. C'est probablement à cause de l'acidité du sol, qu'aucun ossement ne fut découvert. En 1970, lors de travaux de restauration, une dalle septale restée en place à l'intérieur fut mis en évidence. Cette dalle délimitait deux espaces : les morts au Nord, les vivants au Sud. Au XIXe siècle, les archéologues la nommaient « dolmen de la pierre branlante » ou « galerie à logan ».

## Description
L'allée couverte mesure 15 m de longueur pour une largeur comprise entre 0,80 et 1 m. Elle est orientée nord-ouest/sud-est. Elle est délimitée par neuf orthostates côté ouest et sept côté est, l'ensemble étant recouvert de huit tables de couverture, dont une seule en granite. Tous les autres blocs sont en arkose ou en stéaschiste quartzeux. L'allée comporte une entrée latérale. La chambre et le vestibule sont séparés par une dalle échancrée.

## Protection aux monuments historiques
L'allée couverte est classée au titre des monuments historiques par liste de 1862 et par liste de 1889.

## Légende
Selon une légende locale, les pierres , de plusieurs tonnes chacune, auraient été apportées par des fées afin de leur servir de demeure.